# (4662) Runk

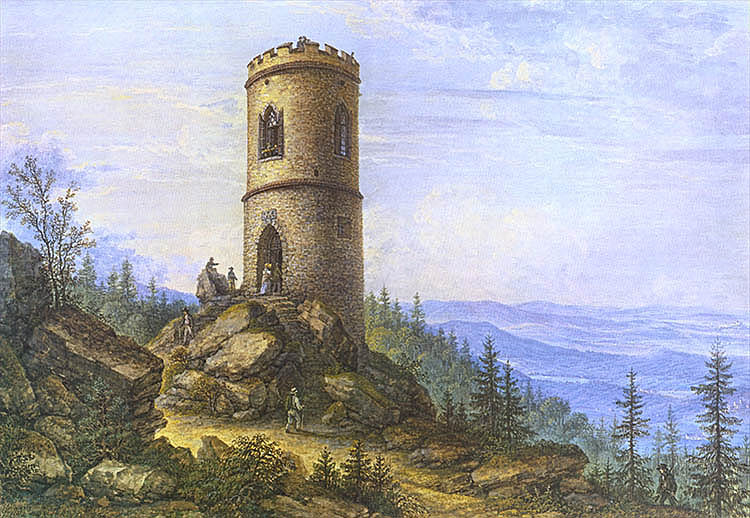
Observatoire Klet

(4662) Runk est un astéroïde de la ceinture principale.

## Description
(4662) Runk est un astéroïde de la ceinture principale. Il fut découvert le 19 avril 1984 à l'Observatoire Kleť par Antonín Mrkos. Il présente une orbite caractérisée par un demi-grand axe de 2,79 UA, une excentricité de 0,11 et une inclinaison de 6,1° par rapport à l'écliptique.

## Compléments